# Serenay Sarıkaya
Serenay Sarıkaya (anhörenⓘ * 1. Juli 1992 in Ankara) ist eine türkische Schauspielerin und Model.

## Leben
Serenay Sarıkaya wuchs bis zum Alter von sieben in Antalya auf und zog nach der Trennung ihrer Eltern mit ihrer Mutter nach Istanbul. Sie entschied sich Schauspielerin und Model zu werden und besuchte dafür die Schauspielklasse ihrer Schule. Mit 15 nahm sie an einem europäischen Schönheitswettbewerb in Tschechien teil, wo sie einen Sonderpreis der Jury erhielt.
Ihre erste Filmrolle erhielt sie 2006 in Şaşkın von Şahin Alpaslan. Es folgte ein Auftritt in einem Werbespot der Firma Turkcell und ihrem zweiten Film Plajda von Murat Şeker. Im gleichen jahr erhielt sie ihre erste Hauptrolle in der Fernsehserie Peri Masalı, einer Fantasy-Fernsehserie über Feen. Dort spielte sie eine Feen-Großmutter. Eine weitere Rolle hatte sie in Limon Ağacı, wurde dort jedoch nach 10 Episoden aus der Serie geschrieben. Ebenfalls 2008 trat sie außerdem in der Polizeikomödien-Serie Adanalı auf, wo sie bis 2010 in insgesamt 70 Episoden mitspielte.
Am 1. April 2010 trat sie bei Miss Turkey an und wurde Zweite hinter Gizem Memic. Damit erwarb sie sich das Recht, an der Wahl zur Miss Universe teilzunehmen, entschied sich jedoch dagegen, um weiter an ihrer Schauspielkarriere zu arbeiten. 2010 folgte die Fernsehserie Lale Devri. Nachdem sie dort in einer Folge ein Lied gesungen hatte, bekam sie einen Plattenvertrag angeboten, lehnte jedoch ab. Lale Devri verließ sie 2012 nach der dritten Staffel. Es folgte der Film Behzat Ç. Ankara Yanıyor, der auf einer Fernsehserie beruhte sowie die Fernsehserie Medcezir, ein türkisches Remake der US-amerikanischen Fernsehserie O.C., California. Dort spielte sie den Charakter Mira Beylice, der im Original die weibliche Hauptrolle Marisa Cooper ist.
2014 spielte sie in Werbespots für die Firmen Elidor und Mavi Jeans. Bei letzteren erhielt sie einen Zwei-Jahres-Vertrag.
Von 2017 bis 2018 spielte sie in der Internet-Serie Fi mit. In der gleichen Zeit war sie Markenbotschafterin für Head & Shoulders.
2019 spielte sie im Musical Alice Müzikali die Hauptrolle der Alice im Wunderland. Sie spielt, mit einer längeren Unterbrechung wegen der COVID-19-Pandemie in der Türkei, die Rolle bis heute.
2021 wurde sie  die erste türkische Markenbotschafterin für Bulgari.

## Filmografie

### Filme
- 2006: Şaşkın
- 2008: Plajda
- 2010: Ejderhanı Nasıl Eğitirsin
- 2011: Hoşçakal
- 2013: Behzat Ç. Ankara Yanıyor
- 2016: Ikimizin Yerine

### Fernsehserien
- 2008: Peri Masalı
- 2008: Limon Ağacı
- 2008–2010: Adanalı
- 2010–2013: Lale Devri
- 2013–2015: Medcezir
- 2017–2018: Fi
- 2023: Aile (23 Folgen)
- 2023–2024: Şahmaran

### Musicals
- seit 2019: Alice Müzikali (Alice)

## Diskografie
Singles
- 2019: Kuzey Yıldızı (mit Ecrin Su Çoban – Soundtrack zu Alice)
- 2023: Ateşe Düştüm (von Mert Demir – Hintergrundstimme)

## Auszeichnungen
| Jahr | Preisverleihung                                    | Kategorie                                 | für             | Result    | Quellen |
| ---- | -------------------------------------------------- | ----------------------------------------- | --------------- | --------- | ------- |
| 2010 | Miss Turkey                                        |                                           |                 | Vize      | [ 22 ]  |
| 2013 | Turkey Elle Style Awards                           | Best Hair Style                           | Medcezir        | Gewonnen  | [ 22 ]  |
| 2014 | magazinci.com Awards                               | Best Actress                              | Medcezir        | Gewonnen  | [ 22 ]  |
| 2014 | GQ Turkey Men of the Year Awards                   | Woman of the Year                         | Medcezir        | Gewonnen  | [ 22 ]  |
| 2014 | Istanbul Technical University Awards               | Best TV series Actress                    | Medcezir        | Gewonnen  | [ 22 ]  |
| 2014 | 5th Ayaklı Newspaper TV Stars Awards               | Best Actress in a Drama Series            | Medcezir        | Gewonnen  | [ 22 ]  |
| 2014 | Çanakkale 18 Mart University Awards                | Best Actress                              | Medcezir        | Gewonnen  | [ 22 ]  |
| 2014 | Karadeniz Technical University Awards              | Best Actress                              | Medcezir        | Gewonnen  | [ 22 ]  |
| 2014 | 4th İMK Social Media Awards                        | Best Actress                              | Medcezir        | Gewonnen  | [ 22 ]  |
| 2014 | 3rd Crystal Mouse Media Awards                     | Best Actress                              | Medcezir        | Gewonnen  | [ 22 ]  |
| 2014 | Altın Kelebek Awards                               | Best Actress                              | Medcezir        | Gewonnen  | [ 22 ]  |
| 2015 | Istanbul Arel University 4th Media and Art Awards  | Most Admired TV series Actress            | Medcezir        | Gewonnen  | [ 22 ]  |
| 2015 | YTÜ Stars of the Year Awards                       | Most Admired TV series Actress            | Medcezir        | Gewonnen  | [ 22 ]  |
| 2015 | 5th Unimpeded Life Foundation Awards               | Best TV Actress of the Year               | Medcezir        | Gewonnen  | [ 22 ]  |
| 2015 | MGD 21. Gold Lens Awards                           | Best Drama Actress                        | Medcezir        | Gewonnen  | [ 22 ]  |
| 2015 | Turkey Youth Awards                                | Best Actress                              | Medcezir        | Gewonnen  | [ 22 ]  |
| 2015 | Ege University 4th Media Awards                    | Best Actress                              | Medcezir        | Gewonnen  | [ 22 ]  |
| 2015 | Kayahan Media and Arts Awards                      | Best Actress of the Year                  | Medcezir        | Gewonnen  | [ 22 ]  |
| 2015 | 6th Quality of Magazine Awards                     | Top Quality Actress                       | Medcezir        | Gewonnen  | [ 22 ]  |
| 2015 | Altın Kelebek Awards                               | Best Actress                              | Medcezir        | Gewonnen  | [ 22 ]  |
| 2016 | 2nd Elele Avon Woman Awards                        | Actress of the Year                       | Medcezir        | Nominiert | [ 22 ]  |
| 2016 | 6th Elle Style Awards                              | Elle Style Actress of the Year            | Medcezir        | Nominiert | [ 22 ]  |
| 2016 | 10th GSUEN Awards                                  | Best TV/Movie Actress                     | Medcezir        | Nominiert | [ 22 ]  |
| 2016 | 7th İMK Social Media Awards                        | Best Actress                              | Medcezir        | Nominiert | [ 22 ]  |
| 2017 | 24th İTÜ EMÖS Achievement Awards                   | Most Successful Movie Actress of the Year | İkimizin Yerine | Gewonnen  | [ 22 ]  |
| 2017 | 12th İTÜ Makinistanbul Media, Art and Sport Awards | Movie Actress of the Year                 | İkimizin Yerine | Gewonnen  | [ 22 ]  |
| 2017 | 1st Turkey Children Awards                         | Best Television Actress                   | Medcezir        | Nominiert | [ 22 ]  |
| 2017 | 3rd Turkey Youth Awards                            | Best Television Actress                   | Medcezir        | Nominiert | [ 22 ]  |
| 2017 | 3rd Turkey Youth Awards                            | Best Movie Actress                        | İkimizin Yerine | Nominiert | [ 22 ]  |
| 2017 | 4th Mersin Golden Palm Awards                      | Movie Actress of the Year                 | İkimizin Yerine | Gewonnen  | [ 22 ]  |
| 2017 | 7th Life Foundation Awards                         | Best Actress of the Year                  | Fi              | Gewonnen  | [ 22 ]  |
| 2017 | 6th Fashion TV Mode Awards                         | Most Successful Actress of the Year       | Fi              | Gewonnen  | [ 22 ]  |
| 2017 | 6th Ayaklı Newspaper Awards                        | Best Actress                              | Fi              | Gewonnen  | [ 22 ]  |
| 2017 | Altın Kelebek Awards                               | Best Actress                              | Fi              | Nominiert | [ 22 ]  |
| 2017 | 6th Bilkent TV Awards                              | Best Drama Actress                        | Fi              | Nominiert | [ 22 ]  |
| 2018 | 16th YTÜ Stars of the Year Awards                  | Most Liked TV and Movie Actress           | Fi              | Gewonnen  | [ 22 ]  |
| 2018 | 12th GSÜ The Bests Awards                          | Best TV/Cinema Actress                    | Fi              | Gewonnen  | [ 22 ]  |
| 2020 | 18th YTÜ Stars of the Year Awards                  | Most Like Theatre Actress                 | Alice Müzikali  | Gewonnen  | [ 22 ]  |
| 2020 | 8th Ayaklı Newspaper Awards                        | Best Theatre Actress                      | Alice Müzikali  | Gewonnen  | [ 22 ]  |